# Stalita pretneri
Stalita pretneri is een spinnensoort in de taxonomische indeling van de celspinnen (Dysderidae).
Het dier behoort tot het geslacht Stalita. De wetenschappelijke naam van de soort werd voor het eerst geldig gepubliceerd in 1971 door Christa Deeleman-Reinhold.